# 텔레포민둥근잎박쥐
텔레포민둥근잎박쥐(Hipposideros corynophyllus)는 잎코박쥐과에 속하는 박쥐의 일종이다. 서파푸아(인도네시아)와 파푸아뉴기니에서 발견된다.

## 특징
보통 크기의 박쥐로 몸길이는 54.9~63mm, 전완장은 48~54.6mm, 꼬리 길이는 9~12mm이다. 발 길이는 9.5~11.9mm, 귀 길이는 18.9~22.6mm, 몸무게는 최대 17g이다. 털은 길고 부드럽다.

## 생태
석회암 동굴에 개별적 또는 작은 무리를 지어 생활하고, 울러스턴둥근잎박쥐와 함께 지내기도 한다. 먹이는 곤충이다. 4월에 2마리의 어린 새끼 박쥐를 포획한 기록이 있다.

## 분포 및 서식지
뉴기니섬 동부 지역과 산다운주와 서부주, 섬 서부 템바가푸라 근처의 5 군데에서만 알려져 있다. 해발 1,400m와 2,700m 사이의 숲에서 서식한다.